# میلرزویو (تگزاس)
میلرزویو، تگزاس(به انگلیسی: Millersview, Texas) شهری در ایالت تگزاس از ایالات جنوبی ایالات متحده آمریکا است.